# قنات آخوند (خاتم)
قنات آخوند یک روستا در ایران است که در استان یزد واقع شده‌است.